# Isola della Scala
Isola della Scala (Isola de la Scala in veneto) è un comune italiano di 11 811 abitanti della provincia di Verona in Veneto.

## Geografia fisica
Isola della Scala dista circa 19 chilometri da Verona e rispetto al capoluogo è in posizione sud.
Fa parte del bacino idrografico del Tartaro.
Il territorio comunale, esteso per 69,83 km², fa parte della zona geografica della Bassa Veronese e confina con i seguenti comuni: a nord con Buttapietra, a nord-est con Oppeano, a est con Bovolone,
a sud est con Salizzole, a sud con Nogara, a sud-ovest con Erbè, ad ovest con Trevenzuolo e a nord-ovest con Vigasio.
La casa comunale si trova ad un'altitudine di 31 m s.l.m. ed il grado di sismicità è classificato nella zona 3 (sismicità bassa). Il paese si trova in prossimità dell'epicentro stimato del violento Terremoto di Verona del 1117.

## Geografia antropica
Località e frazioni di Isola della Scala:
- Borgo Doltra
- Loc. Vo' Pindemonte
- Villaggio Verde
- Località Gabbia
- Villaggio Mariano
- Località Mandello
- Località Casalbergo
- Località Boschi
- Caselle
- Pellegrina
- Tarmassia
- Villafontana

## Origini del nome
Nel periodo romano le paludi del fiume Tartaro, che occupavano la parte meridionale del territorio, erano molto estese così da procurare l'"isolamento" dei villaggi e contrade circostanti. Di qui il nome di Insula Cenensis.

## Storia
I primi insediamenti risalgono all'età del Bronzo, che si sono ampliati durante la dominazione romana e con la costruzione della via Claudia Augusta. Nel periodo medievale si registra l'insediamento di monasteri benedettini, che lavorarono alla bonifica del territorio agricolo. In epoca comunale il territorio appartenne quasi interamente ai conti Sambonifacio di Verona e fu chiamato "Isola dei Conti".
Nel XIII secolo il paese venne assoggettato dagli Scaligeri, i quali rafforzarono le difese sul fiume Tartaro. Con gli Scaligeri il territorio assunse il nome definitivo di "Isola della Scala".
Con la conquista della Serenissima Repubblica di Venezia ci fu l'insediamento di molte famiglie veneziane, che provvidero alla costruzione di opere di idraulica e d'arte. Lo stesso nome fu mutato in "Isola di San Marco", ma non ebbe molta sorte nell'uso perché gli abitanti della cittadina rimasero sempre legati all'antico nome sin da ripristinarlo al tramonto della dominazione. In quel periodo tuttavia le paludi furono bonificate e dal XVII secolo fu introdotta la coltivazione del riso. Durante il periodo napoleonico, Isola della Scala perse la sua autonomia, a favore del distretto di Villafranca, ma tornò ad un ruolo di primo piano con la dominazione austriaca.

## Monumenti e luoghi d'interesse
| NOME MONUMENTI E LOCALITA'                                                                                         | INFORMAZIONI E STORIA DEL MONUMENTO/LUOGO |
| --- | --- |

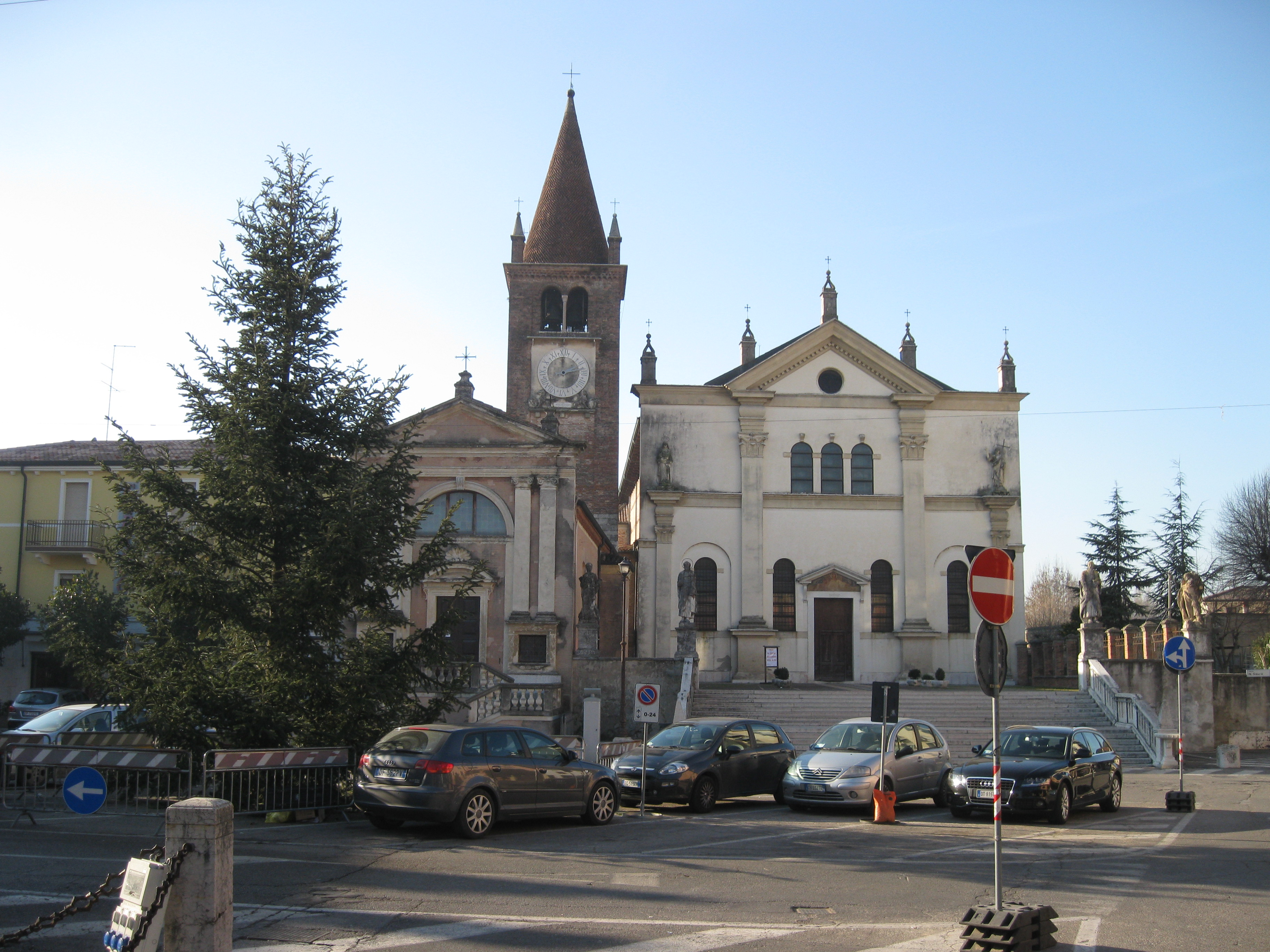
L'abbazia

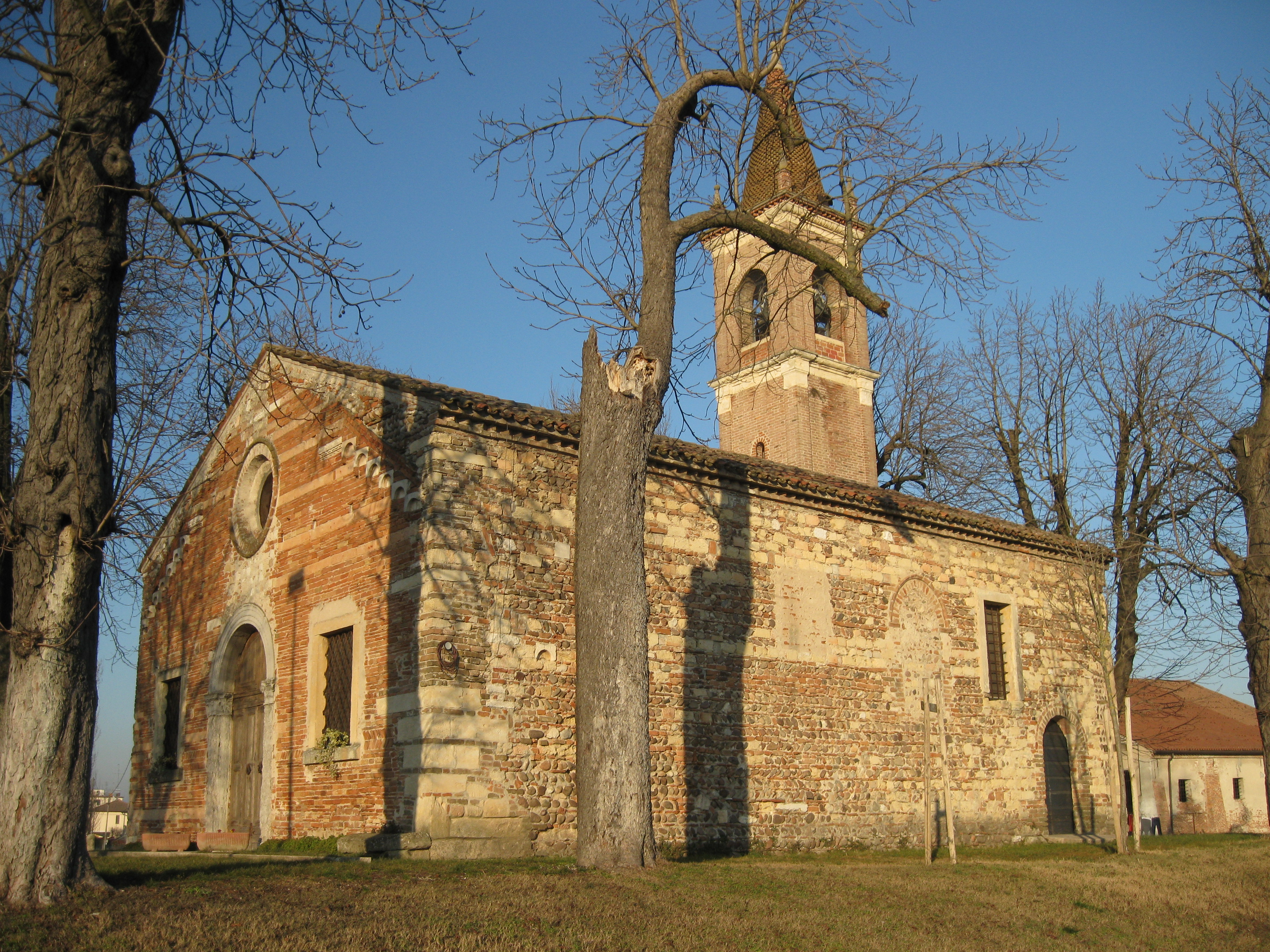
Santuario della Bastìa

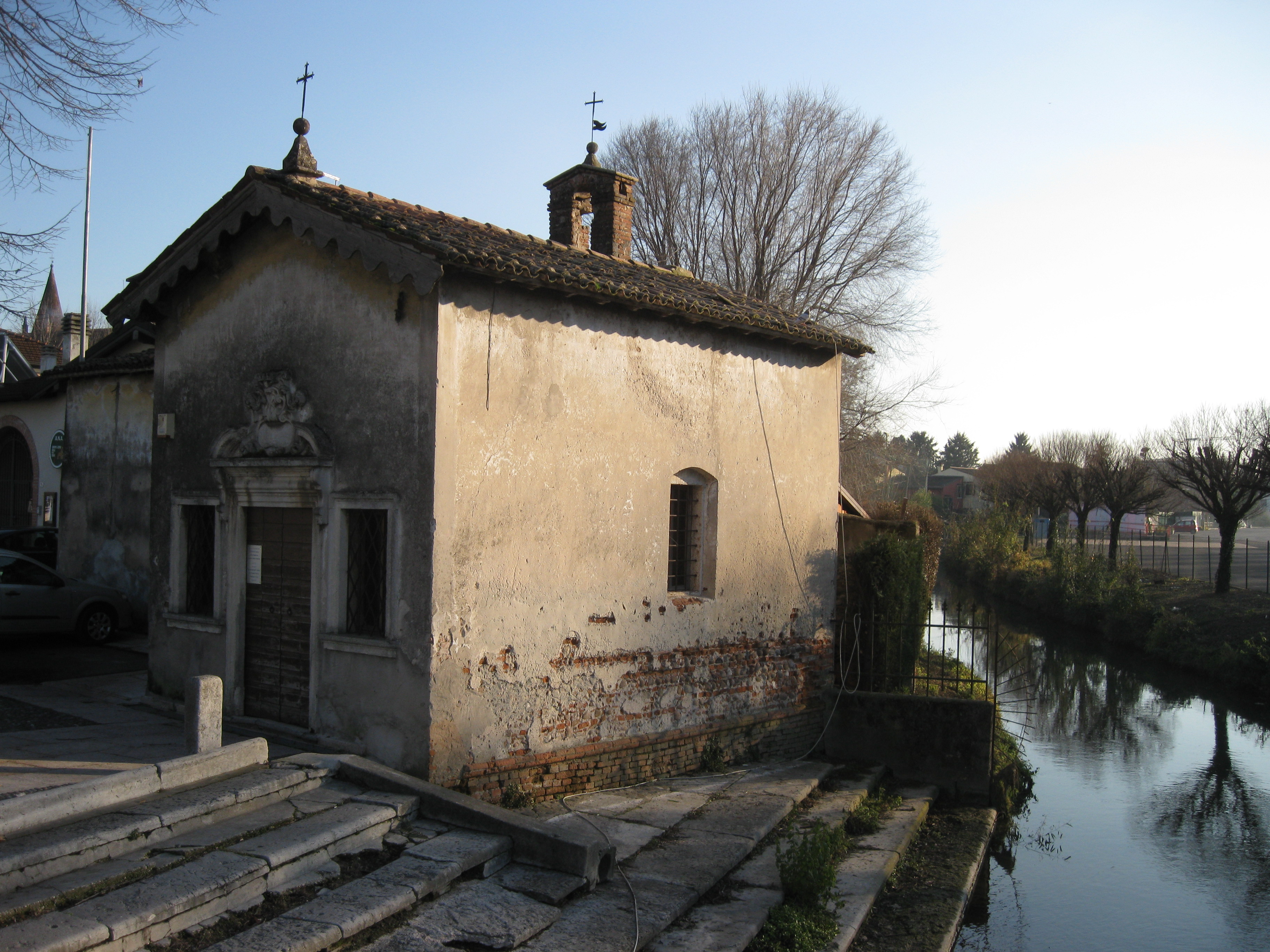
Chiesa della Formica

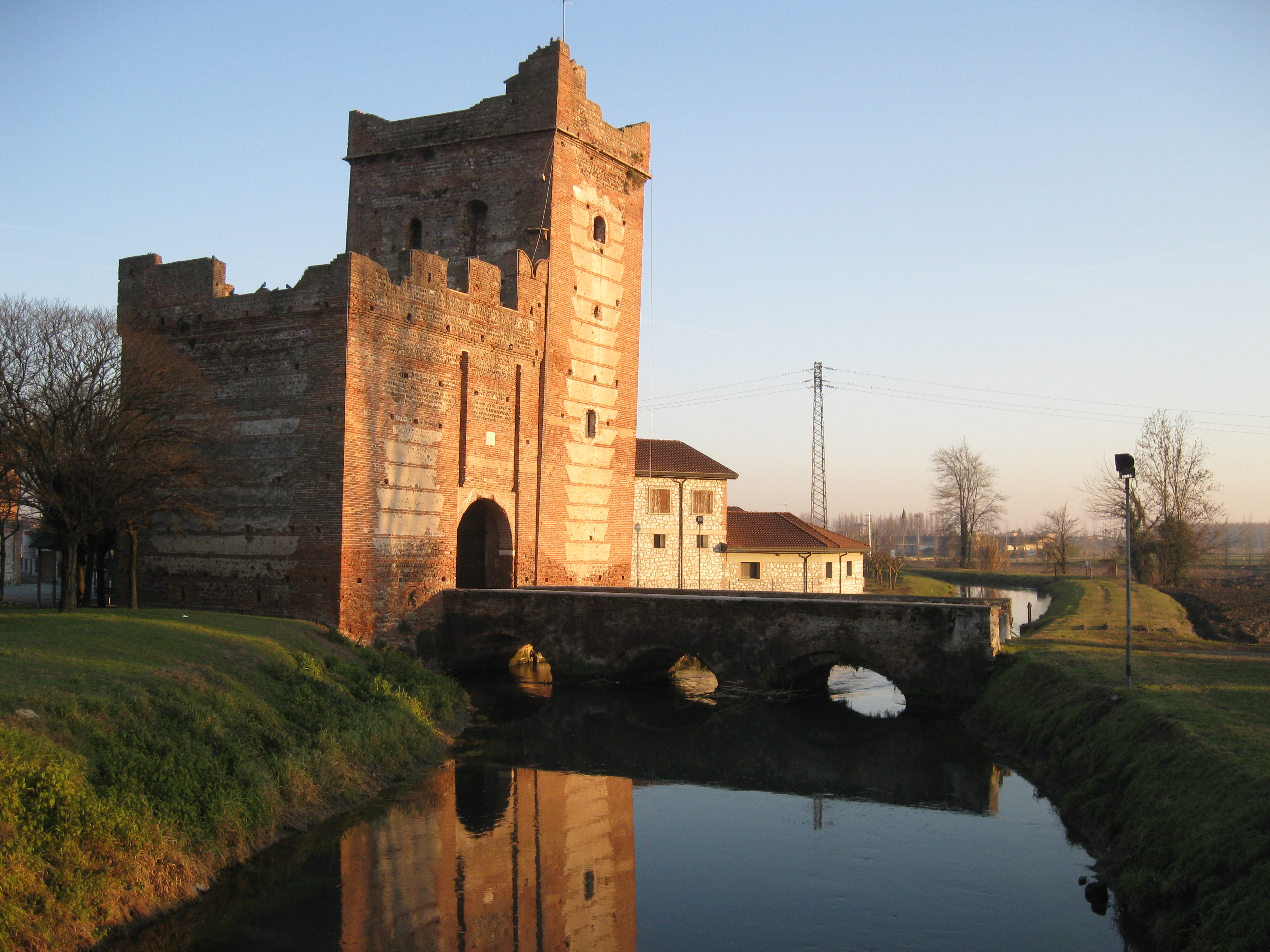
Torre Scaligera

| Chiesa abbaziale di Santo Stefano Protomartire Via Rimembranza 2 - Piazza Martiri della Libertà, Isola della Scala | Chiesa abbaziale di Isola della Scala (chiesa dei SS. Stefano e Giacomo) - XI secolo. Il più antico documento che parla della pieve è datato 20 luglio 1011. Un nuovo riferimento si trova nella bolla di papa Eugenio III del 1145 che la indica fra le pievi alla diretta dipendenza del vescovo di Verona, chiamandola plebem Azanensis. Il titolo di abate per il rettore della chiesa è del 1672 in un breve del papa Clemente X. Al 25 luglio 1619 risale la consacrazione della attuale chiesa e la nomina a compatrono per San Giacomo. Nel 1968 la chiesa fu riportata all'aspetto antico con una ristrutturazione durata fino al 1997, anno in cui si terminò la ricostruzione dell'ala del cinquecentesco Oratorio parrocchiale. All'interno della chiesa si trova un imponente organo a 3 manuali di 61 note ciascuno e pedaliera da 32 pedali, opera dei fratelli Ruffatti di Padova. Il campanile ospita un concerto di 5 campane in tonalità RE3. La maggiore pesa 966 kg. Sono state fuse nell'anno 1881 dal fonditore veronese Achille Cavadini, ed elettrificate totalmente negli anni '60. |
| Chiesa di Santa Maria Maddalena Via Roma (fine Via Alcide De Gasperi), Isola della Scala                           | La Chiesa di S. Maria Maddalena - XVIII secolo, chiamata anche "cesa dei frati" in quanto inizialmente utilizzata dalla congregazione francescana, è attualmente sconsacrata e adibita ad auditorium pubblico; ospita, inoltre, un piccolo ma significativo Museo Archeologico di reperti locali. |
| Santuario della Bastìa Via Bastia, Isola della Scala                                                               | Il Santuario della Bastìa - costruzione terminata nel 1126, dove si venera una statua lignea della Madonna che la tradizione popolare vuole miracolosa; sorge su un rialzo a ovest del capoluogo, nella valle del fiume Tartaro, che è ritenuto un antico bastione che ospitava sulla sommità una probabile fortificazione (da qui il nome Bastìa, detto in maniera più consona l'etimo deriva da "bastita" ossia riparo in quanto potrebbe trattarsi di una costruzione del '400 d.C. effettuato dalle popolazioni rurali del luogo); tale supposizione ha dato origine alla leggenda metropolitana (tramandata fino a qualche decennio fa) che la chiesa, sorgendo sui ruderi di tale fortificazione, fosse sotterraneamente collegata all'ossario del cimitero posto a sud del capoluogo e che tali sotterranei fossero stati usati nel tempo per nascondersi durante le guerre o nascondere corpi e tesori: leggenda impossibile a verificarsi in quanto, durante alcuni lavori di manutenzione effettuati dalla parrocchia circa trent'anni fa, i pannelli dell'altare laterale di destra della chiesa (sotto i quali si suppone esserci l'apertura ai sotterranei) sono stati murati.                                         |
| Chiesa della formica Via Marconi Guglielmo (fianco Scuola dell'Infanzia Aurora Pezzo), Isola della Scala           | La Chiesa della Formica (cesa de la formiga), cappella di ridotte dimensioni (a cui deve probabilmente il nome) ma di pregevole fattura in riva al fiume Tartaro, molto cara alla gente del luogo, attualmente di proprietà comunale. |
| Villa Pindemonte (Vo' Pindemonte) Loc. Vo' Pindemonte, Isola della Scala                                           | Villa Pindemonte (Vo' Pindemonte) - XVIII secolo. Isola della Scala si caratterizza non solo per i monumenti e le architetture religiose ospitati nel suo centro storico, ma anche per la presenza, sul suo territorio, di numerose ville, veri e propri gioielli che arricchiscono il patrimonio culturale e artistico del comune. Tra queste, vale la pena di ricordare villa Pindemonte, situata nella frazione di Vo'. Il nome richiama i primi proprietari, la famiglia Pindemonte appunto, che la fece costruire nella prima metà del XVIII secolo (XVIII secolo). La struttura sostituì il precedente edificio, risale al Quattrocento, ed è frutto del progetto di un architetto d'eccezione come Alessandro Pompei, lo stesso che ha dato forma al Museo Lapidario Maffeiano di Verona. La storia di Villa Pindemonte ha seguito quella dei suoi proprietari, con il passaggio al ramo Pindemonte famiglia Rezzonico prima, Castelbarco poi. Dopo anni di uso tipicamente rurale e di incuria, il glorioso edificio, situato in Via Vo', nell'omonima località, è stato recentemente riportato a nuova vita, per cui oggi è una delle mete privilegiate non solo dagli abitanti di Isola della Scala, ma anche da turisti. |
| Villa Guarienti-Baja (già Guglienzi) Piazza San Giorgio Martire, Tarmassiafrazione di Isola della Scala            | Le sue origini risalgono al Cinquecento, ma il suo fascino rimane immutato. Villa Guarienti Baja è un tesoro culturale presente a Tarmassia: nata per volontà di Giovanni Paolo Guglienzi nel 1574, la proprietà è poi passata ai conti Guarienti nella seconda metà del Settecento. Tra gli spazi di maggior interesse, va segnalato l'ampio salone al pianterreno e l'elegante scalone al piano nobile. Il complesso ospita anche interessanti tele. |
| Villa Boschi Via boschi, Isola della Scala                                                                         | Villa Boschi XVII secolo Maestosa ed elegante: sono questi i due aggettivi che saltano subito alla mente quando si tratta di descrivere Villa Boschi, gioiello architettonico che prende il nome dalla località in cui sorge. Una bellezza che ha origini nel passato: il complesso, infatti, risale al Quattrocento, anche se nei secoli ha via via cambiato forma e aspetto. Rinnovato nel Cinquecento, dopo due secoli viene trasformato a fondo, diventando il lussuoso palazzo patronale ora visibile. Dopo vari passaggi di proprietà, oggi la villa appartiene alla famiglia Dal Colle, che ha avvisato un'importante campagna di restauri per la valorizzazione del complesso. L'edificio presenta una struttura di corte domenicale piuttosto classica, con due ali di barchesse con portici ad arco destinate all'impiego nel settore agricolo. La facciata è simmetrica, impostata sulla sezione centrale; si fa sicuramente notare lo splendido portale, caratterizzato da uno stile elegante e raffinato, tipico della grande tradizione veneta padana. Da non dimenticare infine l'ampia corte e il giardino alberato, che ospita una suggestiva chiesetta barocca.                                                   |
| Torre Scaligera /Fortificazione Via Torre Scaligera SP24, Isola della Scala                                        | Torre Scaligera - XIII secolo Una torre mozzata, in passato vera e propria guardiana di isola della Scala: si tratta di quanto rimane di un antico castello presente sul territorio già all'inizio dell'XI secolo (XI secolo), integrato in epoca scaligera da una torre per controllare l'accesso alla città. L'attuale struttura muraria in cotto è il risultato di un'importante opera di restauro avvenuta nel 1839: una lapide sul lato ovest del rivellino ricorda questo importante avvenimento. |
| Pila vecia (Pile da riso) Via Saccovener, 9 Isola della Scala                                                      | Pila Vecia - XVII secolo, da documenti dell'Archivio di Stato di Venezia, risulta che la richiesta per poter costruire la pila fu inoltrata alla Serenissima il 26 aprile 1644 da Domenico Cristato, latifondiere del tempo, e che nel 1656 essa era già da tempo funzionante. Nel corso dei secoli diverse famiglie del patriziato veneto si susseguirono nella conduzione della Pila Vecia. Durante la Seconda guerra mondiale, fu risparmiata dai bombardamenti dell'aviazione alleata, probabilmente perché vicina ad un campo di prigionieri inglesi. Per questa ragione, una quindicina di famiglie rimaste senza abitazione si rifugiarono alla Pila, trasferendo qui le loro attività quotidiane. Nacque così una piccola comunità, ricordata come Piccola Italia. La grande ruota a pale, di 7,5 metri di diametro, azionata dall'acqua della Fossa Zenobia, è ancora intatta e funzionante, così come lo sono le 9 pile ricavate in un blocco unico di marmo rosso di Verona ed i relativi pestelli, che con il loro movimento ritmico liberano il risone dalla pula. Nel secondo dopoguerra, ai secolari cinematismi sono stati aggiunti macchinari mossi dall'energia elettrica.                                        |
| Mulino della Giarella Via Giarella, Isola della Scala                                                              | Riserva naturale che comprende le cascate della Giarella |

## Società

### Evoluzione demografica
Abitanti censiti

## Cultura ed Eventi
- Sagra patronale di San Giacomo e Sant'Anna (periodo sagra: fine luglio)
- Fiera del Riso dal 1967. La più grande fiera enogastronomica italiana dedicata al riso ovvero l'evento più grande d'Italia e secondo in Europa per numero di presenze dopo l'Oktoberfest di Monaco di Baviera (periodo fiera: da metà settembre a metà ottobre)
- Fiera del Bollito con la Pearà dall'inizio del XXI secolo. L'evento per eccellenza dedicato all'amato piatto tipico Veronese (periodo fiera: da metà novembre ai primi di dicembre)

### Cucina
Specialità locale è il risotto all'isolana, uno dei piatti più conosciuti nel panorama gastronomico veronese.

## Economia
Fa parte dell'area di produzione del Riso Nano Vialone Veronese che viene coltivato su terreni della pianura veronese irrigati con acqua di risorgiva. Presenti anche allevamenti bovini, suini e avicoli.

## Infrastrutture e trasporti
Bus di linea n.146 direzione Verona (ATV Verona) e autobus n.345 direzione Legnago.

Isola della Scala dispone di una stazione ferroviaria che si trova sulle linee ferroviarie Verona-Bologna e Verona-Legnago-Rovigo.

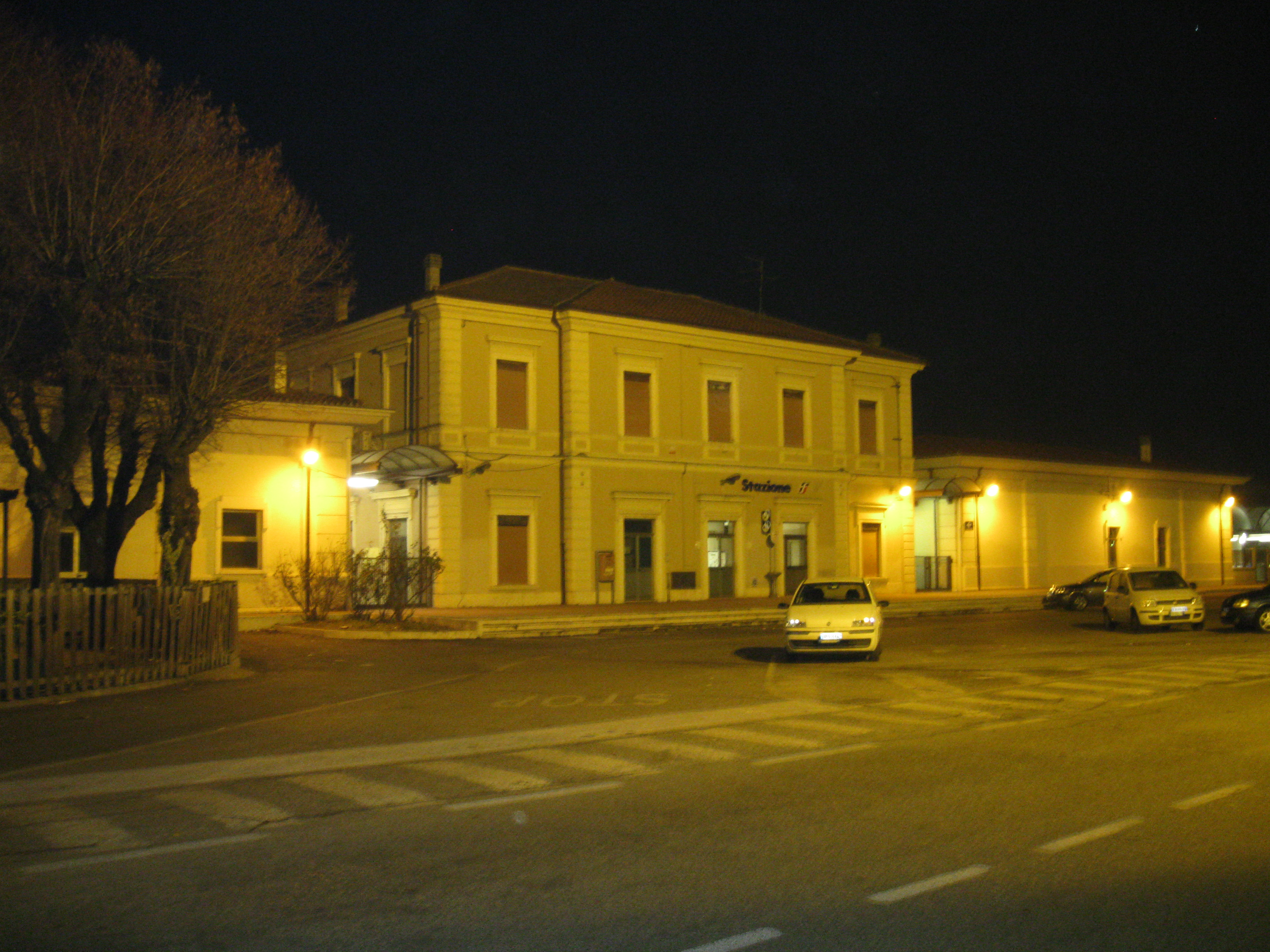
La stazione ferroviaria

Lo scalo ferroviario di Isola della Scala conta quattro binari su cui transitano ogni giorno i treni Regionali e Regionali Veloci svolti tutti da Trenitalia, che con la frequenza di un passaggio ogni venti minuti in media collegano con Bologna Centrale, Verona Porta Nuova, Rovigo, Legnago e Bovolone. La palazzina della stazione treni di Isola della Scala è dotata di servizi di assistenza alle persone a ridotta mobilità e dispone di biglietteria automatica, di bar, della sala d’attesa e dei servizi igienici. All’esterno si trova un piazzale con il parcheggio auto

## Amministrazione
Il comune fa parte del movimento patto dei sindaci
| Periodo       | Periodo       | Primo cittadino         | Partito                                                  | Carica                  | Note          |
| ------------- | ------------- | ----------------------- | -------------------------------------------------------- | ----------------------- | ------------- |
| gennaio 1989  | luglio 1990   | Francesco Zenti         | Democrazia Cristiana                                     | Sindaco                 | [ 8 ]         |
| luglio 1990   | dicembre 1992 | Luigi Zama              | Partito Socialista Italiano                              | Sindaco                 | Dimissioni    |
| febbraio 1993 | giugno 1993   | Renata Carletti         |                                                          | Commissario Prefettizio | [ 10 ] [ 11 ] |
| giugno 1993   | aprile 1997   | Massimo Brugnettini     | Liga Veneta - Lega Nord                                  | Sindaco                 | [ 12 ]        |
| aprile 1997   | maggio 2001   | Massimo Brugnettini     | Lega Nord                                                | Sindaco                 | [ 13 ]        |
| maggio 2001   | maggio 2006   | Liana Montalto in Reami | Lista civica "Montalto-Brugnettini"                      | Sindaco                 | [ 14 ]        |
| maggio 2006   | maggio 2011   | Giovanni Miozzi         | AN, eletto con lista civica "Miozzi-Brugnettini"         | Sindaco                 | [ 15 ]        |
| maggio 2011   | giugno 2016   | Giovanni Miozzi         | PdL, eletto con lista civica "Miozzi per Isola"          | Sindaco                 | [ 16 ]        |
| giugno 2016   | ottobre 2021  | Stefano Canazza         | Lista civica "Isola Domani" - sostenuta da Verona Domani | Sindaco                 | [ 17 ]        |
| ottobre 2021  | In carica     | Luigi Mirandola         | Lista civica "Isola Civica" - sostenuta da Lega e FI     | Sindaco                 | [ 17 ]        |

### Sindaci di Isola della Scala dal 1869 ad oggi
Michele Bevilacqua, 1869
Mendini Luigi, 1875
Donzellini Egidio, 1887-1893
Fogarini Dante, 1893-1902
Donzellini Egidio, 1902-1905
Alfredo Vallicelli, 1905-1906
Masotti Aurelio, 1906-1911
Dal 1911 al 1916 si sono succeduti con funzioni di sindaco:
Donzellini Artidoro
Ferrarini Cesare
Bonomi Carlo
Righetti Aldo, 1916-1920
Calderara Guglielmo, 1920-1921
Paletti Giuseppe, 1921-1922
Silvestri Ugo, 1922-1923
Fresco Urbano, 1923-1930
Donzellini Artidoro, 1930-1939
Polettini Giuseppe, 1939-1943
Nascimbeni Tiberio, 1943-1946
Lorenzoni Giuseppe, 1946
Testoni Isacco, 1946-1947
Pasqualini Giacomo, 1947-1951
Morini Giovanni, 1951-1956
Salgarelli Vittore, 1956-1965
Filippi Aldo, 1965-1972
Spaziani Fabio, 1972-1974
Commissario straordinario, De Matteis Francesco 1974-1975
Carli Mario, 1975-1976
Zama Luigi, 1976-1980
Stanzial Vittorino, 1980-1985
Bissoli Roberto, 1985-1987
Barini Gastone, 1987-1988
Gozzi Angelo, 1988-1989
Zenti Francesco, 1989-1990
Zama Luigi, 1990-1993
Commissario straordinario, Carletti Renata 1993
Brugnettini Massimo, 1993-2001
Montalto Liana, 2001-2006
Miozzi Giovanni, 2006-2016
Canazza Stefano, 2016-2021
Mirandola Luigi, 2021-...

### Gemellaggi
Isola della Scala è gemellata con le seguenti città del mondo:
- Eaubonne[senza fonte]
- Budenheim, dal 1992[18]